# ديف لي ترافيس
ديف لي ترافيس (بالإنجليزية: Dave Lee Travis)‏ هو دي جيه ومصور ومقدم تلفزيوني بريطاني، ولد في 25 مايو 1945 في باكيستون في المملكة المتحدة.

## وصلات خارجية
- ديف لي ترافيس على موقع IMDb (الإنجليزية)
- ديف لي ترافيس على موقع ميوزك برينز (الإنجليزية)
- ديف لي ترافيس على موقع ديسكوغز (الإنجليزية)
- ديف لي ترافيس على موقع قاعدة بيانات الفيلم (الإنجليزية)